# 126
Cette page concerne l'année 126  du calendrier julien. Pour l'année 126 av. J.-C., voir 126 av. J.-C. Pour le nombre 126, voir 126 (nombre).
L'année 126 est une année commune qui commence un lundi.

## Événements
- Le général chinois Ban Yong (en) soumet provisoirement les Xiongnu Hou-yen, fraction des Xiongnu septentrionaux établie au nord-est du lac Barkoul, et met en fuite le gros des Xiongnu septentrionaux qui ont tenté d'intervenir[1].
- Hadrien consacre le temple restauré de Vespasien et Titus, il tient des Jeux spéciaux avec 1835 paires de gladiateurs. Il devient magister des frères Arvales[2].
- Hadrien, à la suite d'une lettre écrite par son prédécesseur, envoie un rescrit au proconsul d'Asie, Minucius Fundanus, dans lequel il précise que l'on ne peut mettre à mort les chrétiens sans procès[3].

## Naissances en 126
- 1er août : Pertinax, empereur romain[2].